# Ибрагимов, Мубариз Агакерим оглы
Мубариз Агакерим оглы Ибрагимов (азерб. Mübariz Ağakərim oğlu İbrahimov; 7 февраля 1988 — 19 июня 2010) — прапорщик Вооружённых сил Азербайджана. Национальный герой Азербайджана.

## Биография
Родители Мубариза родом из Лерика, затем они перебрались в Билясуварский район, где в 1988 году и родился Мубариз. 
Сеид Мубариз Ибрагимов родился 7 февраля 1988 года в селе Алиабад Пушкинского (Билясуварского) района. С 1994 по 2005 год он учился в школе имени Малика Пириева села Алиабад. В марте 2006 года военным комиссариатом Билясуварского района Мубариз был призван на действительную военную службу.
20 ноября 2007 года Ибрагимов был уволен в запас как командир подгруппы. 18 сентября 2009 года он по собственному желанию вновь был принят на действительную военную службу и прошёл курсы подготовки прапорщиков Учебно-образовательного центра Вооружённых сил. После окончания курсов был направлен служить в Нафталан.

## Гибель
В ночь с 18 по 19 июня 2010 года, погиб в результате боестолкновения в селе Чайлы.

### Официальные азербайджанская и армянская версии
Азербайджанское информационное агентство АПА сообщало, что Ибрагимов погиб, отражая атаки армянских вооружённых сил, другое азербайджанское агентство — что он погиб при обстреле азербайджанских позиций армянскими вооружёнными формированиями.
Согласно армянским СМИ в ходе диверсионно-разведывательной атаки на посты армянских вооружённых сил. Тело Мубариза Ибрагимова осталось в зоне, находящейся под контролем армянских сил (позже армянская сторона передала Азербайджану тело Ибрагимова). Сообщалось, что в ходе столкновения с вооруженной группировкой противника армянская сторона потеряла 4 солдат. 
 Министерство обороны Азербайджана возложило ответственность за столкновение на линии фронта между армянскими вооружёнными формированиями и азербайджанскими военными на армянскую сторону, а армянская сторона возложила ответственность на азербайджанскую сторону.
По словам представителя фонда Карнеги, Томаса де Ваала, «Косвенные улики указывают на то, что это столкновение скорее явилось результатом азербайджанского нападения (труп находился на армянской стороне), но истинная картина вероятно никогда не будет известна».

## Тело
На следующий день после инцидента азербайджанское информационное агентство «АNSpress» сообщило о состоявшихся похоронах Ибрагимова, это сообщение было сразу же скопировано рядом других СМИ. Впоследствии с сайта «АNSpress» это сообщение было удалено. Однако ситуация вокруг тела погибшего военнослужащего приняло конфликтный характер.
7 июля омбудсмен Эльмира Сулейманова обратилась к президенту Международного комитета красного креста Якобу Келленбергеру с просьбой о содействии в возвращении тела погибшего солдата. Армянская же сторона заявила что не получала официального обращения по вопросу возвращения тела. 15 июля начальник отдела информации и пропаганды Минобороны непризнанной НКР Сенор Асратян в беседе с корреспондентом «ARMENIA Today» сообщил, что тело Мубариза Ибрагимова никогда не находилось у армянской стороны, а труп убитого азербайджанца лежит в нейтральной зоне. Министерство обороны Азербайджана поставило под сомнение данное заявление, отметив что недавно армянская сторона обосновывала причину невозвращения тела погибшего тем, что азербайджанская сторона не обращалась к ним по этому поводу. При этом в заявлении армянской стороны, на которое ссылалось МО Азербайджана, не говорилось о нахождении убитого солдата на территории ей подконтрольной.
17 июля, комментируя сообщения азербайджанских СМИ по поводу отказа выдать тело Ибрагимова, Сенор Асатрян сделал заявление, в котором ссылаясь на азербайджанские новостные агентства утверждал, что солдат был похоронен азербайджанской стороной спустя два дня после смерти. При этом добавив, что «в этом контексте, карабахская сторона ничем не может помочь азербайджанской в вопросе выдачи уже похороненного тела». По информации азербайджанской стороны 3 августа 2010 года в социальной сети «Одноклассники» пользователем с вымышленным именем Tehler Yan были размещены фотографии похожие на убитого Мубариза Ибрагимов. В связи с этим бакинский офис Международного Комитета Красного Креста обратился в центральный офис структуры. В свою очередь армянские СМИ предположили, что появление фотографии предполагаемого трупа человека, похожего на Ибрагимова, является азербайджанской провокацией.
В октябре 2010 года в ряде СМИ была опубликована информация о том, что армянская сторона подтвердила факт нахождения у неё тела Мубариза Ибрагимова.
Католикос всех армян Гарегин II обратился к президенту Армении Сержу Саргсяну с просьбой вернуть азербайджанской стороне тело погибшего военнослужащего. Как отмечает «ANS TV», это стало возможным после того как председатель Управления мусульман Кавказа шейх уль-ислам Аллахшукюр Пашазаде направил письмо Патриарху Московскому и всея Руси Кириллу. В конце октября на трёхсторонней встрече президентов Азербайджана, России и Армении в Астрахани, противоборствующие стороны договорились осуществить обмен военнопленными и телами погибших при поддержке Минской группы ОБСЕ и МККК. В соответствии с договорённостью 6 ноября армянская сторона вернула тело Мубариза Ибрагимова Азербайджану. На следующий день Мубариз Ибрагимов был похоронен на второй Аллее Почетного захоронения в Баку.

## Распоряжение Президента Азербайджанской Республики
Распоряжение Президента Азербайджанской Республики о присвоении М. А. Ибрагимову звания Национального героя Азербайджана

За исключительные заслуги и проявленную доблесть в защите независимости и территориальной целостности Азербайджанской Республики присвоить прапорщику Мубаризу Агакерим оглу Ибрагимову звание Национальный герой Азербайджана (посмертно).

Ильхам Алиев

Президент Азербайджанской Республики

Баку. 22 июля 2010 года.
M.A.İbrahimova “Azərbaycanın Milli Qəhrəmanı” adının verilməsi haqqında Azərbaycan Respublikası Prezidentinin Sərəncamı

Azərbaycan Respublikasının müstəqilliyinin və ərazi bütövlüyünün qorunub saxlanılmasında müstəsna xidmətinə və göstərdiyi rəşadətə görə gizir Mübariz Ağakərim oğlu İbrahimova “Azərbaycanın Milli Qəhrəmanı” adı verilsin (ölümündən sonra).

İlham Əliyev

Azərbaycan Respublikasının Prezidenti

Указ Президента Азербайджанской Республики об увековечении памяти М. А. Ибрагимова

В целях увековечения памяти Национального Героя Азербайджана Мубариза Агакерим оглу Ибрагимова постановляю:

1. Кабинету Министров Азербайджанской Республики обеспечить присвоение одной из средних школ Биласуварского района имени Мубариза Ибрагимова.

2. Исполнительной власти Билясуварского района обеспечить присвоение одной из улиц в Билясуварском районе имени Мубариза Ибрагимова.

Ильхам Алиев

Президент Азербайджанской Республики

Баку. 22 июля 2010 года.
Azərbaycanın Milli Qəhrəmanı M.A.İbrahimovun xatirəsinin əbədiləşdirilməsi haqqında Azərbaycan Respublikası Prezidentinin Sərəncamı

Azərbaycanın Milli Qəhrəmanı Mübariz Ağakərim oğlu İbrahimovun xatirəsini əbədiləşdirmək məqsədilə qərara alıram:

1. Azərbaycan Respublikasının Nazirlər Kabineti Biləsuvar rayonunun orta məktəblərindən birinə Mübariz İbrahimovun adının verilməsini təmin etsin.

2. Biləsuvar Rayon İcra Hakimiyyəti Biləsuvar rayonunda küçələrdən birinə Mübariz İbrahimovun adının verilməsini təmin etsin.

İlham Əliyev

Azərbaycan Respublikasının Prezidenti

## Память
- 22 июля 2010 года Распоряжением Президента Азербайджана Ильхама Алиева Мубаризу Ибрагимову было присвоено звание Национального героя Азербайджана (посмертно). Другим распоряжением президента Кабинету Министров Азербайджана было поручено обеспечить присвоение одной из школ Билясуварского района имени Мубариза Ибрагимова, а Исполнительной власти Билясуварского района обеспечить присвоение одной из улиц района имени Мубариза Ибрагимова[26].
- Судно Группы компаний «Palmali» по указания Президента Мубариза Менсимова названо в честь Мубариза Ибрагимова. Судно типа Armada должно было быть спущено на воду 15 октября на судостроительном заводе «Бешикташ» в Турции[27].
- Ветераны Карабахской войны устроили шествие, посвящённое памяти Мубариза Ибрагимова. В акции приняли участие более 150 человек и до 50 автомобилей, украшенных государственными флагами и портретами М. Ибрагимова[28].
- Начались съёмки документального фильма про Мубариза Ибрагимова. Сценарист фильма Бюллур Джавадгызы, режиссёр — Этибар Мамедов.[29]
- Житель города Ленкорань Эльшан Салаев, проплывший за 8,5 часов 30 км в Каспийском море, посвятил своё достижение Мубаризу Ибрагимову[30].
- Лицей-школа в Билясуварском районе Азербайджана назван именем Мубариза Ибрагимова[31].
- 15 июня 2011 года в селе Алиабад Билясуварского района Азербайджана был воздвигнут памятник. Памятник был открыт перед комплексом — лицеем имени Мубариза Ибрагимова. Высота памятника — 4 метра, он создан из красного гранита скульптором Алисафаром Аскеровым[32].
- 4 октября 2020 года Министерство обороны Азербайджана опубликовало кадры, на которых, как утверждает, азербайджанские военные водружают флаг страны на пост, где, сражаясь, погиб Мубариз Ибрагимов[33].
- Упоминается в одной из серий турецкого сериала «Savaşçı»[34].
- Турецкий исполнитель Мехмет Борукчу посвятил Мубаризу Ибрагимову песню «Мубариз»[35].